# AGO C.IV
L'AGO C.IV fu un aereo da ricognizione monomotore biplano sviluppato dall'azienda tedesco imperiale AGO Flugzeugwerke GmbH negli anni dieci del XX secolo e prodotto, oltre che dalla stessa, su licenza, dalla Schütte-Lanz e dalla Waggonfabrik Josef Rathgeber.
Utilizzato principalmente dalla Luftstreitkräfte, la componente aerea del Deutsches Heer (l'esercito imperiale tedesco), durante la prima guerra mondiale, costituì il primo modello dalla configurazione convenzionale dell'azienda tedesca.

## Storia del progetto
Dopo il rifiuto alla valutazione tecnica della commissione Idflieg del precedente C.III, dovuto alla sua configurazione con motore spingente e struttura a doppia trave di coda, considerata oramai obsoleta, l'AGO Flugzeugwerke decise di sviluppare un nuovo modello con un'impostazione più convenzionale.
Il prototipo venne realizzato nel 1917 e presentato alla commissione esaminatrice, benché si fosse riscontrato nelle prove di volo una fragilità della struttura alare, venne considerato talmente promettente che l'Idflieg stipulò un iniziale contratto di fornitura per 24 esemplari, i quali avrebbero dovuto essere irrobustiti per ovviare al problema.
L'iniziale fiducia nel C.IV venne confermata da sostanziali ordini di fornitura che affiancavano alla produzione della Aerowerke Gustav Otto altre due aziende per la costruzione su licenza, ma solo meno di 100 velivoli vennero effettivamente consegnati.
In realtà il modello soffriva di una congenita instabilità che causò una serie di incidenti in volo, mortali per il loro equipaggio. Vennero quindi apportate alcune modifiche, alla velatura, introducendo alettoni su entrambe le ali e rafforzando i montanti esterni, ed all'impennaggio, aggiungendo una pinna dorsale arrotondata.
Le perplessità espresse dai piloti che, oltre a diffidare della loro sicurezza a causa del posizionamento del serbatoio del combustibile sotto il loro sedile, continuavano a riferire problemi con comandi di volo, convinsero infine l'Idflieg ad annullare il contratto di fornitura interrompendo la produzione nel settembre 1917.

## Utilizzatori
Estonia
- Eesti Õhuvägi.[5]

 Germania
- Luftstreitkräfte

### Pubblicazioni
- (EN) F. Gerdessen, Estonian Air Power 1918 - 1945, in Air Enthusiast, No 18, aprile - luglio 1982,  pp. 61-76, ISSN 0143-5450 (WC · ACNP).